# Cristina Amon

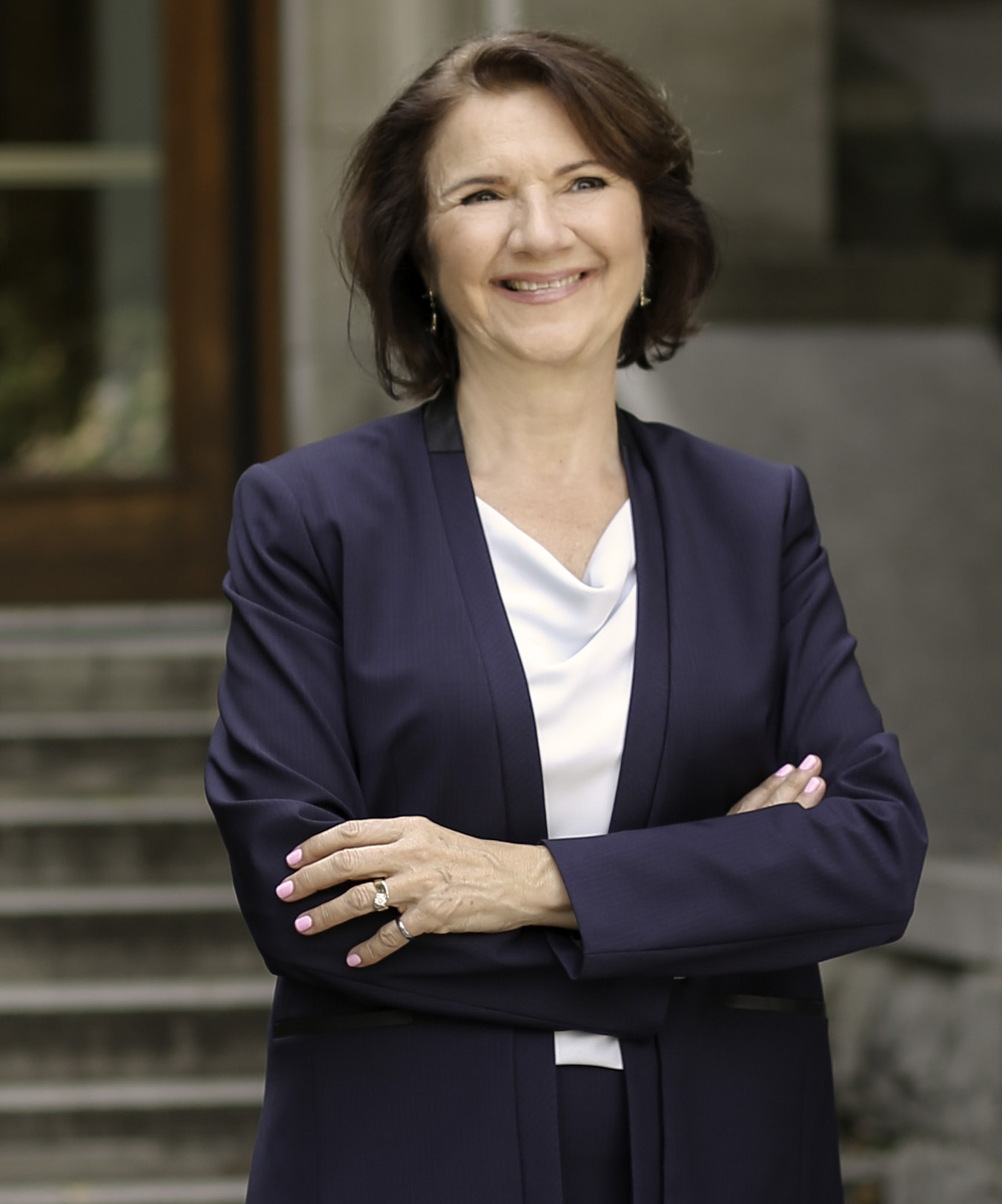
Cristina Amon, 2015

Cristina H. Amon (* in Montevideo) ist eine Maschinenbauingenieurin. Sie ist die erste Dekanin der Fakultät für angewandte Wissenschaften und Ingenieurwesen (Faculty of Applied Science and Engineering) der University of Toronto. Sie war Professorin und Direktorin des Institute for Complex Engineered Systems an der Carnegie Mellon University.

## Studium
Cristina Amon schloss 1981 ihr Maschinenbaustudium an der venezolanischen Universidad Simón Bolívar mit einem Ingenieurdiplom ab. Anschließend absolvierte sie ein Studium am Massachusetts Institute of Technology, das sie 1985 mit einem Master of Science (MSc) und 1988 mit einem Doktor der Wissenschaften (ScD) abschloss.

## Forschung
Cristina Amon ist eine Pionierin in der Entwicklung der numerischen Strömungsmechanik (CFD) für thermische Designlösungen in Systemen mit multidisziplinären, konkurrierenden Zwängen. Sie hat Beiträge zu gleichzeitigen thermischen Entwürfen, zur Kühlung von Elektronik und zum transienten Wärmemanagement von tragbaren Computern und Elektrofahrzeugen geleistet.
Cristina Amon leitet das Advanced Thermal/Fluids Optimization, Modelling, and Simulation (ATOMS) Labor der Universität Toronto, wo sie Forschungsarbeiten zu thermischen Transportphänomenen im Nanobereich in Halbleitern, Energiesystemen und biotechnologischen Geräten durchführt. Zu ihrer akademischen Beiträgen gehören eine Reihe von viel zitierten Buchkapiteln und Artikeln, die einen h-Index von 65 aufweisen.

## Karriere
Cristina Amon wurde 1988 Assistenzprofessorin für Maschinenbau an der Carnegie Mellon University und wurde 1993 zur außerordentlichen und 1997 zur ordentlichen Professorin befördert. Im Jahr 1998 wurde sie zur stellvertretenden Direktorin des Institute for Complex Engineered Systems ernannt, dessen Direktorin sie 1999 wurde. Im Jahr 2001 wurde sie zur Raymond J. Lane Distinguished Professor of Mechanical Engineering ernannt.
Seit 2006 ist sie Dekanin der Fakultät für angewandte Wissenschaften und Ingenieurwesen an der Universität Toronto. Gleichzeitig wurde sie zur Alumni-Professorin für BioEngineering in der Abteilung für Maschinenbau und Wirtschaftsingenieurwesen ernannt. Sie ist die erste Dekanin der Fakultät.
Cristina Amon setzt sich für mehr Vielfalt im Ingenieurberuf ein. Im Jahr 2017 wurde sie als Eröffnungsrednerin für die Nationale Konferenz Women in Science and Engineering 2017 ausgewählt. Unter ihrer Führung erreichte der Frauenanteil bei Studienanfängern im Ingenieurwesen an der Universität Toronto im Jahr 2016 einen Rekord von 40,1 %.
Cristina Amon war auch maßgeblich daran beteiligt, das Centre for Engineering Innovation & Entrepreneurship (CEIE) ins Leben zu rufen. Das Gebäude wird das künftige Zentrum für kollaboratives Lernen und interdisziplinäre Forschung an der Fakultät sein. Die Bauarbeiten begannen im Jahr 2015.

## Auszeichnungen
Cristina Amon ist Fellow auf Lebenszeit der American Association for the Advancement of Science und der American Society of Mechanical Engineers (ASME). Sie ist Fellow der Kanadischen Gesellschaft für Maschinenbau, der American Society for Engineering Education (ASEE) und des Institute of Electrical and Electronics Engineers (IEEE). Sie erhielt mehrere Auszeichnungen von der ASEE, darunter die George Westinghouse Awards 1997 und Ralph Coats Roe Awards 2002. Im Jahr 2003 erhielt sie den Hispanic Engineer National Achievement Education Award, und 2005 wurde sie zu einer der bedeutendsten Hispanics Amerikas in den Bereichen Technologie und Wirtschaft ernannt. Im Jahr 2006 wurde sie zum Mitglied der National Academy of Engineering gewählt. Im Jahr 2015 erhielt sie die Ontario Professional Engineers Gold Medal. Im Jahr 2017 erhielt sie die Sir John Kennedy Medal des Engineering Institute of Canada.
Sie ist unter anderem Redakteurin des ASME Journal of Heat Transfer, der IEEE Transactions on Components and Packaging Technology und der Frontiers in Heat and Mass Transfer.
Amon wird in der Liste „Notable Women in Computer Science“ aufgeführt.